# Wiktor Trietjakow
Wiktor Wiktorowicz Trietjakow, ros. Виктор Викторович Третьяков (ur. 17 października 1946 w Krasnojarsku) – rosyjski skrzypek.

## Życiorys
Jako dziecko uczył się gry na skrzypcach w szkole muzycznej w Irkucku, następnie od 1959 roku uczył się w Moskwie u Jurija Jankielewicza. W 1966 roku zdobył I nagrodę w Międzynarodowym Konkursie Muzycznym im. Piotra Czajkowskiego. Występował w Rosji, Europie i Stanach Zjednoczonych. Specjalizował się w repertuarze romantycznym.
Otrzymał Order „Za zasługi dla Ojczyzny” IV (1996) i III Klasy (2006).